# مارك كوزينز (مهندس معماري)
مارك كوزينز (بالإنجليزية: Mark Cousins)‏ هو مهندس معماري بريطاني، ولد في 1947.